# Terrence Cody
Pour les articles homonymes, voir Cody.
(en) Statistiques sur pro-football-reference
Terrence Bernard Cody Jr (né le 28 juin 1988 à Fort Myers) est un joueur américain de football américain. Il joue actuellement avec les Ravens de Baltimore.

## Lycée
Cody commence à jouer à la Riverdale High School. Il se relève tout de suite comme un joueur de talent. Il signe peu de temps à la Mississippi Gulf Coast Community College.

## Carrière

### Université
Il joue deux saisons avec Mississippi, jouant au poste de nose tackle. En 2006, il fait quarante-huit tacles avec 2,5 sacks et une interception. La saison suivante, il fait trente-et-un tacles et 3,5 sacks. Le 29 novembre 2007, il quitte l'établissement pour l'université de l'Alabama.
Dès son arrivée, il est d'un grand soutien pour la défense de l'Alabama. Lors d'un match contre l'université de l'Arkansas, il domine le centre Jonathan Luigs et permet aux siens de l'emporter 49-14. Il est mis sur la touche deux semaines après une blessure au genou subie contre les Rebels d'Ole Miss. Lors de l'Iron Bowl, il sack avec son coéquipier Bobby Greenwood le quarterback Kodi Burns, permettant à Cody d'effectuer son premier sack avec les Crimson Tide. Il est annoncé que Cody renonce à sa dernière année universitaire pour s'inscrire au draft de la NFL de 2009 mais cela se révèle être une blague de sa petite-amie.
En 2009, le site Rivals.com le classe comme le meilleur defensive tackle du pays dans le football universitaire.  Cody et son coéquipier Rolando McClain sont nommés parmi les douze demi-finaliste du Lombardi Award. Le 24 octobre, Cody bloque deux field goal contre les Volunteers du Tennessee, dont à la dernière seconde du match, permettant à l'Alabama de remporter le match 12-10.

### Professionnel

#### Draft 2010
De nombreux experts donne Cody comme un des favoris du premier tour de la draft. Une des franchises qui est avancée est les Dolphins de Miami qui ont perdu son nose tackle Jason Ferguson sur blessure durant la saison 2009. Terrence Cody est sélectionné au second tour du draft de la NFL de 2010 par les Ravens de Baltimore au quarante-deuxième choix.

#### Ravens de Baltimore
Il signe, le 26 juillet 2010, un contrat de quatre ans de 3,385 millions de dollars. Lors du match de pré-saison contre les Panthers de la Caroline, il fait une solide performance avec cinq tacles. Il tacle lors de ce match DeAngelo Williams d'une seule main et le centre Ryan Kalil de l'autre. Il fit ses débuts officiels à la NFL le 21 novembre contre les Panthers mais il déçoit les fans ainsi que son entraineur John Harbaugh. Il se fit même envoyé hors du terrain par un joueur de la ligne offensive des Panthers pour permettre à Mike Goodson de faire une course de quarante-cinq yards. Sa première saison se termine avec treize matchs (dont un comme titulaire) et cinq tacles.